# Kehrerbach
Der Kehrerbach ist ein rund 900 Meter langer rechter Nebenfluss des Fallentschbaches in der Steiermark. Er entspringt im Nordosten der Gemeinde Stiwoll an der Südseite des Pleschkogels und mündet im Norden derselben Gemeinde in den Fallentschbach.